# Code du cinéma et de l'image animée
Le Code du cinéma et de l'image animée est un code juridique français, promulgué par l'ordonnance n°2009-901 du 24 juillet 2009.

## Structure
- Livre Ier : Organisation administrative 
  - Titre Ier : Centre national du cinéma et de l'image animée
  - Titre II : Registres du cinéma et de l'audiovisuel
- Livre II : Professions et activités 
  - Titre Ier : Exercice des professions et activités du cinéma
  - Titre II : Edition vidéographique et services de médias audiovisuels à la demande
  - Titre III : Chronologie de l'exploitation des œuvres cinématographiques
  - Titre IV : Dispositions diverses
- Livre III : Financement et fiscalité 
  - Titre Ier : Aides du Centre national du cinéma et de l'image animée
  - Titre II : Aides des collectivités territoriales
  - Titre III : Incitations fiscales
- Livre IV : Contrôles et sanctions 
  - Titre Ier : Procédures de contrôle
  - Titre II : Sanctions administratives
  - Titre III : Dispositions pénales
  - Titre IV : Actions en justice
- Livre V : Dispositions relatives à l'outre-mer